# Kadji Sports Academy
Kadji Sports Academy is een voetbalclub -en academie uit Douala, Kameroen. In deze academie werden reeds veel Kameroense topvoetballers gevormd. De club is vernoemd naar de oprichter van de club, Gilbert Kadji.

## Bekende (ex-)spelers
- Eric Djemba Djemba
- David Eto'o
- Etienne Eto'o
- Samuel Eto'o

- Carlos Kameni
- Stéphane M'Bia
- Sébastien Siani
- Jean-Michel Tchouga
- Nicolas N'Koulou
- Aurélien Chedjou